# ねこ神さま
『ねこ神さま』は月刊コミックビンゴに連載されたねこぢると山野一の夫婦による不条理ギャグ漫画作品である。全2巻完結。

## 概要
ページ完結型で4コマ漫画に近い雰囲気の作品群。その作風は、にゃーこ・にゃっ太などが登場する幻想的な作品群『ねこぢるうどん』とは異なっており、現実社会や人間そのものについての痛烈な皮肉や風刺を多く含んでいる。
うさんくさいが本物の「神様」である老人と、その弟子である「ねこ神」1号・2号が、さまざまな珍騒動を繰り広げる。

## キャラクター
ねこ神
主人公格のキャラクターで、神様の弟子。1号と2号がいる。前者は言葉を話すが、後者は猫の鳴き声でのみ発言する。1号は明るい性格だが気弱でおっちょこちょい。2号はおとなしく控えめな性格。魔法（?）によって、個人の望みを叶えることができる。が、しばしばろくでもない人間に加担してしまったり、トンチンカンな悩み解決をしたりして、騒動を巻き起こす。
神様
長い白ひげを生やした老人。世界の創造主であるらしいが、たいへんにダルい性格。テレビゲームやギャンブルは大好きだが、弟子たちに人助けを促されてもやる気を示さない。神様を名乗って変人扱いされたことに腹を立てたり、弟子たちの言動（いきなり核爆弾を持ち出すなど）に魔王からもあきれられたり、「なぜ宇宙にはなんにもないか」の「理由」を明かすなど、この神様にまつわるギャグ・エピソードも多い。
魔王
神様と対を成す存在で、世界を悪と汚濁で満たそうともくろんでいる。が、本来弱気な性格らしく、ひじょうにスケールの小さい悪事（野グソ、コロッケそば食い逃げ等）ばかり行っている。
犬神
魔王の弟子。1号と2号がいる。真面目で道徳心が高い。ねこ神たちと同様に望みを叶える能力をもっており、ねこ神に対抗心を燃やしている。が、ねこ神たちだけでなく、師匠の魔王にも度々振り回されて、あたふたしている。
直子と啓一
準レギュラー格のキャラクター。一見平凡なカップルに見えるが、じつはかなり変わり者な二人。毎度、直子のトンチンカンな望みをねこ神が叶えてしまい、事態が悪化する。そのため啓一は、ねこ神を「あいつらが来るとロクなことにならん」と避けている。